# Euphyia multiferata
Euphyia multiferata là một loài bướm đêm trong họ Geometridae.